# Galeria Wielkich Łodzian
Galeria Wielkich Łodzian – grupa plenerowych rzeźb z brązu, upamiętniających sławne osoby związane z Łodzią. Ustawiane są one od 1999 roku przy ulicy Piotrkowskiej w Łodzi. Pomysłodawcą Galerii jest związany z Łodzią animator kultury Marcel Szytenchelm.
Pomniki tworzące Galerię Wielkich Łodzian są ławkami pomnikowymi – zaprojektowano je tak, aby zwiedzający mogli usiąść obok wyrzeźbionych postaci. Galeria powstaje z pieniędzy zebranych od sponsorów oraz z prywatnych środków Marcela Szytenchelma.

## Galeria
W skład Galerii wchodzą rzeźby:
1. „Ławeczka Tuwima” (1999) – autorem jest rzeźbiarz Wojciech Gryniewicz.
2. „Fortepian Rubinsteina” (2000) – autorem jest Marcel Szytenchelm.
3. „Kufer Reymonta” (2001) – autorzy: Marcel Szytenchelm i Robert Sobociński.
4. „Twórcy Łodzi Przemysłowej” (2002) – podobizny Izraela Poznańskiego, Karola Scheiblera i Henryka Grohmana[3][4] – autor: Marcel Szytenchelm[4].
5. „Fotel Jaracza” (2006) – autorzy: Marcel Szytenchelm oraz Jerzy i Robert Sobociński.
6. „Pomnik Lampiarza” (2007) – autor: Marcel Szytenchelm.

## Kontrowersje
Galeria przyczyniła się do utrwalenia wśród mieszkańców Łodzi pamięci o postaciach, którym jest poświęcona. Według opinii Bartłomieja Wojdaka, dyrektora Biura Promocji Urzędu Miasta Łodzi, stanowi także atrakcję turystyczną. Wygląd rzeźb budzi kontrowersje.
Od lat toczy się dyskusja-spór na temat jakości pomników, których autorem lub współautorem jest Marcel Szytenchelm (czyli wszystkich oprócz „Ławeczki Tuwima”). Środowiska związane z plastyką twierdzą, że rzeźby są nieudane i amatorskie. Według słów Jarosława Suchana, dyrektora Muzeum Sztuki w Łodzi, w sposób „bardzo nieudolny” odwołują się one do estetyki XIX-wiecznego realizmu.
Eva Rubinstein wystosowała w imieniu rodziny Artura Rubinsteina pisma protestacyjne do Urzędu Miasta Łodzi i Kancelarii Premiera RP, twierdząc, że forma pomnika i jego niska wartość artystyczna obraża pamięć jej ojca. Córka pianisty ze względu na obecność pomnika odmawiała przez sześć lat przyjazdu do Łodzi na uroczystości poświęcone Arturowi Rubinsteinowi. Jak twierdzi Marcel Szytenchelm, przed postawieniem pomnika prosił on łódzkich urzędników o umożliwienie mu kontaktu z Evą Rubinstein, ale prośby te okazały się bezskuteczne.
W 2013 roku, przy okazji kończącego się pierwszego etapu remontu ulicy Piotrkowskiej (2012–2014), Prezes Fundacji Ulicy Piotrkowskiej Włodzimierz Adamiak zainicjował skierowany do prezydent Łodzi Hanny Zdanowskiej „wniosek obywatelski”, pod którym zbierał podpisy członków łódzkiego środowiska artystycznego. Podpisani (m.in. wyż.wym. Jarosław Suchan i architekt miasta Marek Janiak) wyrażali prośbę o zajęcie przez prezydent miasta stanowiska w sprawie usunięcia pomników i o wydanie decyzji, która uniemożliwiłaby rzeźbom powrót na ulicę Piotrkowską. Argumentowali że „przedstawione postaci są nieudolnymi karykaturami osób ważnych dla historii Łodzi i tożsamości mieszkańców” a „obiekty stanęły na ulicy Piotrkowskiej w wyniku decyzji administracyjnych, mimo protestów środowisk artystycznych Łodzi i negatywnych opinii służb ochrony konserwatorskiej”.
18 czerwca 2013 w Centralnym Muzeum Włókiennictwa w obecności prezydent Hanny Zdanowskiej odbyła się debata w sprawie przyszłości Galerii Wielkich Łodzian. Wśród przeciwników pomysłu usunięcia pomników znalazło się m.in. liczne grono łódzkich przewodników Polskiego Towarzystwa Turystyczno-Krajoznawczego. Tydzień później, 25 czerwca 2013, prezydent Łodzi wydała oficjalne oświadczenie, w którym poinformowała, że Galeria Wielkich Łodzian powróci na ulicę Piotrkowską. Uzasadniając tę decyzję, napisała m.in. że Galeria „przez lata wpisała się w przestrzeń najważniejszej ulicy miasta” a sami łodzianie utożsamiają się z tymi rzeźbami i w większości nie chcą usunięcia Galerii z Piotrkowskiej. Wyraziła także otwartość na możliwość zamiany w przyszłości niektórych pomników – o ile powstaną ciekawe, niebudzące kontrowersji projekty oraz zostaną zebrane fundusze na ich realizacje.